# Брехово (Одинцовский район)
Брехово — деревня в Одинцовском районе Московской области, в составе сельского поселения Часцовское. Население 32 человека на 2006 год, в деревне числятся 4 садовых товарищества. До 2006 года Брехово входило в состав Часцовского сельского округа.
Деревня расположена на юго-западе района, в верховьях реки Нахавня по левому берегу, в 7 километрах на северо-запад от Голицыно, высота центра над уровнем моря 193 м.
Впервые в исторических документах деревня встречается в разъезжей грамоте 1504 года, как Пономарёва,принадлежащая окольничему Никифору Федоровичу Басенкову, по прозвищу Брех. По данным 1786 года в сельце Пономарёво, Брехово тож, числилось 159 ревизских душ, на 1800 год в ней было 35 дворов и 333 человека. На 1852 год в деревне Брехово числилось 94 двора, 210 душ мужского пола и 217 — женского, работала суконная фабрика, в 1890 году — 597 человек, спичечный завод и усадьба Сушкина. По Всесоюзной переписи 17 декабря 1926 года числилось 30 хозяйств и 128 жителей, по переписи 1989 года — 50 хозяйств и 70 жителей.